# 同士討ち
同士討ち（どうしうち）、御方討ち（みかたうち、味方討ち）、同士戦（どしいくさ）、友軍相撃（ゆうぐんそうげき）、友軍による誤射、誤爆 は、武力を有した集団などが、友軍および同盟関係にある兵に対して、誤って攻撃をしかけ、損害を与える状況を指す（実戦のみならず、訓練中でも起こりうる）。第一次世界大戦頃は単にフレンドリーと呼ばれていた。米軍で使用されるフレンドリーファイアは、1947年にアメリカ陸軍所属の戦史家 S.L.A. Marshallによって初めて使用された。NATOで使用されるblue on blueは、軍事演習での自軍の色（青）から来ている。
個人同士（一対一）における相打ちとは意が異なる（相打ちは敵に対しても用いられる語）。意図して同士討ちを行った場合は、これを「裏切り」行為という（精神錯乱時はケースにより解釈が異なる）。古くから同士討ちを行ってしまった場合の責任の取り方（現代でいう軍法・軍規）が定められており、『吾妻鏡』の12世紀末の記述として、鮫島宗家が御方討ちをしたため、右手の「指切」に処されたことが載せられている。
戦闘で重要な要素は奇襲であることは現代でも変わっておらず、悠長に確認する暇がないため、技術発達した現在でも完全になくすことはかなり困難である（特に緊張状態であるときに起こりやすい）。

## 近戦における同士討ち
闇夜における奇襲時や濃霧 など周囲が視認しがたい状況下で同士討ちは起こりやすく、そのため、混戦を想定し、前もって合言葉を定めて対処する場合がある。合言葉は、声が重要となる状況での接近戦闘を想定したもので、周囲が目視できる状況下では、家紋、紋章、現代では、国旗、軍旗・所属部隊のマークなどで、友軍かどうかを識別し、同士討ちを防ごうとする。

## 包囲戦における同士討ち
慶長の役の際、秀吉が亡くなったことで撤退戦に入った日本軍とそれを追撃する明軍、それを防ぐ小西行長勢の船を、明軍船が結果として囲んだ際、鄧子龍（水軍副総兵）の船の帆柱を明の後陣船の石火矢が命中させて折ってしまったことが『土佐物語』巻第十八「太閤薨去 日本勢帰朝の事」に記述されている。この同士討ちが原因で小西勢に乗り込まれて、鄧子龍は討ち取られたと記す。

## 援護射における同士討ち
援護射撃・砲撃、援護空爆でも誤った情報下では同士討ちするケースはある（例として、硫黄島の戦い、ベトナム戦争、アフガニスタン紛争など）。

## 戦時下における新兵器の登場
航続距離が長い戦闘機などでは、戦時中に新型機が登場すると、敵軍の新型機と誤認されるケースが第二次世界大戦中にはあった（例、一式戦闘機、三式戦闘機）。
またP-47 (航空機)も当時のアメリカ陸軍機では唯一空冷エンジンを搭載しており、ほかの空冷エンジン搭載機はほぼドイツのフォッケウルフ Fw190だけだったヨーロッパ戦線において、同機と間違われ味方の対空砲火で誤射されることもあったという。空中戦で横から見るなら容易に区別できるが、真下から見るとそれほど「太い」という印象がなかったためである。

## 情報伝達の遅さ・不信用における同士討ち
厳密には、戦時下において急きょ同盟を組んだ場合、稀に局地で情報が遅れ、敵と誤認されるケース（橋の上で友軍がいるにもかかわらず、情報が届かず、爆破されるなども例の一）。また、戦後、同盟関係を構築したにもかかわらず、局地残存兵（残党）がそれを信じず、抵抗した場合。例として、旧日本軍の一部兵士（残留日本兵）が南方の諸島において、米軍に妨害活動（破壊活動や食料を奪うなど）をしたことなど。一兵が敵であると一方的に認知していても、実質上、国家間では戦後同盟にあるため、同士討ちといえるが、戦後でも射殺された場合、戦死扱いとなる（例として、小野田寛郎が所属した部隊員）。

## 精神錯乱時における同士討ち
過酷な戦場下において、精神の錯乱や仲間同士の不和（結束・団結の欠如）によって起こるケース。また、戦時下でなくとも、軍隊内でのいじめ・虐待などが原因で殺害（殺し合い）に至る場合もあり、通常勤務時でも起こりうる。これは敵軍の戦術（直接的ではなく、間接的な方法による疑心暗鬼の助長）によっても起こる場合があり、内因・外因の両面で生じ得る。隔絶された状況下で起こりやすく、映画等の創作物でも演出される。
潜水艦が事故で海中に沈み、艦内にガスが充満し、乗組員が外に逃げようとハッチに集まって、互いに殺し合いにまで発展したケースもみられる（詳細は第六潜水艇#第六潜水艇の遭難のイタリア海軍を参照）。

## 撤退・逃亡時における同士討ち
奇襲などの急襲を受けた際、撤退ルートを全兵数分確保できず、結果として、生き逃れるために、殺し合いに発展するケース。事例として、『平家物語』の記述に、源氏軍が一ノ谷の戦いにおいて「鵯越の逆落とし」を平家軍に仕掛けた際、平家方は船で海上へ逃げようとするも、乗員過剰のため、沈没する船が出て、乗せまいとして同士討ちが起こり、海岸が血に染まったと記されている。
2022年ロシアのウクライナ侵攻時には、重傷を負ったロシア軍兵士を同僚が治療をせずに射殺するフラッギング行為が見られた。

## 訓練時における同士討ち
実戦戦闘ではなく、訓練中の模擬戦闘においても同士討ちは起こりうる。情報判断のミス・誤報、武器・兵器の操作ミス、機材の手配ミスなどが原因となる。この場合、実的損害がなければ、経験として生かせるが（マニュアル化が進められる）、実的損害が生じた場合、問題となる。（例：F-15僚機撃墜事故）

## 潜入捜査・スパイ等における同士討ち
「潜入捜査」や「二重スパイ」など、特殊な任務を帯びた者はその作戦の性質上、一部の仲間にしか認知されず、イレギュラーなアクシデントに巻き込まれやすく、同士討ちの危険性も高くなる。前者はそうなる前に止めることも可能だが（仲間に監視されているため、事前に知らない仲間を追い払うことも可）、後者では見捨てられる可能性が高い（国際法的にも外交的にも問題が生じるため、存在自体否定されかねない）。従って、二重スパイの方が同士討ちの危険性が必然的に高い。

## 功績の独占欲から来る同士討ち
『史記』には、楚漢戦争最後に項羽が自決した際、恩賞目当てに同士討ちが起こって数十人の死者が出たとの記述がある。『漢書』にも、新の王莽が殺された際に同様のことが起こった旨の記述がみられる。

## 敵に同士討ちをさせるための作戦（罠としての同士討ち）
また、文書を送り（リーク）、敵軍に内部の裏切りを疑わせる内容を見せつけ、敵将に部下を処罰させるのも同士討ちとして用いられる（不和による疑心暗鬼）。誤報を掴ませ、敵の兵力を一つの拠点に誘導させる（敵方は敵軍がいると認識して同士討ちをする確率が高まる）。逆に、敵方に同士討ちをしたと見せかけ、誘い込む（次の段階へ進める）戦法も取れる（情報撹乱による敵地への誘導）。
太平洋戦争におけるキスカ島撤退作戦は、日本軍の損害がほぼ皆無でありながら（しいて言えば、友軍の救出と撤退による燃料の消費と道中の衝突事故による損傷）、一方的に米軍の同士討ちによる損害を出させた稀なケースである。これは日本軍の意図によるものではないが、実際には日本軍の撤退が完了している小島に対し、米軍が敵勢力が残存しているものと断定して濃霧による視界不良の中で上陸作戦を決行した結果、上陸部隊の間で味方を敵と見誤ったことにより発生したものである。

## 戦史における同士討ち
- バタビア沖海戦
- キスカ島上陸作戦
- グライフ作戦
- セルギエフ・ポサードOMON伏撃事件（第二次チェチェン紛争）

## 備考
- ケルト神話には、同士討ちをさせるネヴァンという女神が存在し、同士討ちも神が惑わした結果と考えた。
- コンピューターゲームなどでは自機が同士討ちしないよう、攻撃してもダメージが当たらないようにプログラムされているものもある（例、『バイオハザード』）。逆にあえてプレイ難易度を上げるために同士討ちをプログラムするソフトもある。また臨場感を増すためにあえて「フレンドリーファイヤー（FF）」として実装しているゲームもある。
- 自軍が不利な状況下において、敵部隊を壊滅させるために味方部隊ともども壊滅させる行為・作戦については、同士討ちではない。これは厳密には、「大局的な勝利のために見捨てる・救助を諦める」行為である（作戦上、最初から敵を釘づけにするための「捨て駒」という場合もある）。
- スリルを求めて仲間同士によるロシアンルーレット（捕虜などに強制的に行わせる場合も含め）をすることも同士討ちの部類[注釈 7]だが、本来の意図は別にある場合が多々ある（例、人数合わせ、口封じなど）。
- トーナメント形式の大会や選挙活動などで、味方を1人でも上に勝ち残さなければならない状況下において、くじ運が悪く、味方同士で対決する状態（同じ所属での潰し合い）も皮肉をこめて同士討ちという